# Talorchestia fisheri
Talorchestia fisheri is een vlokreeftensoort uit de familie van de Talitridae. De wetenschappelijke naam van de soort werd in 1830 voor het eerst geldig gepubliceerd door Henri Milne-Edwards.